# Ђорђе Михаиловић
Ђорђе Михаиловић (Солун, 1. мај 1928 — Солун, 2. јул 2023) био је чувар српског војничког гробља „Зејтинлик“ у Солуну. Више од пола века Ђорђе Михаиловић дочекивао је и испраћао потомке српских ратника страдалих на Солунском фронту у Првом светском рату. Показивао им је где су похрањене кости њихових предака и чувао хумке свих осам хиљада српских страдалника.

## Биографија
Први чувар гробља био је Ђорђев деда, солунски добровољац Саво Михаиловић, Србин из Грбља код Боке которске. Саво је сакупио своје мртве другове и саборце, а потом их је чувао до своје смрти 1928. године. После смрти и сам се придружио својим саборцима, сахрањен је на Зејтинлику. Њега је наследио Ђорђев отац, Ђуро Михаиловић, који је током Другог светског рата сачувао гробље и његове реликвије од нацистичке пљачке. Кад је Ђуро умро 1961. године био је сахрањен уз оца на Зејтинлику, а дужност чувара гробља припала је Ђорђу, последњем мушком потомку из лозе Михаиловића. Михаиловић је био чувар гробља до маја 2022. године, а одступио је због нарушеног здравља.
Одликован је јула 2014. године Орденом српске заставе другог степена.
Дана 11. новембра 2021. године уручено му је признање Мајка Србија у име државе Србије, признање му је уручио министар спољних послова Србије Никола Селаковић.

## Наслеђе
Раша Перић посветио је песму чувару Зејтинлика, Ђорђу Михаиловићу, „Маршира сву ноћ“.
О Ђорђу Михаиловићу 2013. године снимљен је документарни филм „Последњи чувар“.
Године 2022. група за очување и неговање српске традиције "Звуци с' камена" му је посветила песму "Чувар наше душе" у свом првом албуму у издаваштву ПГП РТС.
У оквиру комплекса војничког гробља Зејтинлик септембра 2024. откривена му је спомен-биста.

## Награде и одликовања
- Награда Браћа Карић, 2013.
- Орден српске заставе другог степена[12]
- Орден Светог Саве првог степена[13]